# Debian társadalmi szerződés
A Debian, illetve a Debian GNU/Linux rendszer alkotói megalkották a Debian társadalmi szerződést. A szerződés tartalmazza A Debian szabad szoftverekre vonatkozó irányelveit (Debian Free Software Guidelines – DFSG), amelyben eredetileg az általunk betartandó elkötelezettségeket akartuk felsorolni, de később a szabad szoftverek közössége is elfogadta a nyílt forrású szoftverek meghatározásának alapjaként.

## „Társadalmi szerződés” a Szabad szoftver közösséggel

### 1. A Debian 100%-ig szabad szoftver marad
Megígérjük, hogy a Debian GNU/Linux disztribúciót megtartjuk teljes egészében szabad szoftvernek. Mivel a szabad szoftver kifejezésnek többféle értelmezése is van, a későbbiekben azt is felvázoljuk, hogy milyen irányelvek segítségével döntjük el a szoftverekről, hogy „szabad” szoftverek-e. Támogatjuk azokat a felhasználókat, akik Debian disztribúción nem szabad szoftvereket fejlesztenek vagy használnak, de a rendszer sohasem fog nem szabad szoftvertől függeni.

### 2. Mindent visszajuttatunk a Szabad szoftver közösségnek
Ha új összetevőket írunk a Debian rendszerhez, akkor ezeket szabad licenc hatálya alá helyezzük. Mindig a lehető legjobb rendszer létrehozására törekszünk, ezért szabad szoftverek széles körben elterjedhetnek. A hibajavításokat, továbbfejlesztéseket és felhasználói kéréseket eljuttatjuk a rendszerünkben található szoftverek „illetékes” szerzőinek.

### 3. Nem rejtjük el a problémákat
A teljes hibajelentési adatbázisunk folyamatosan elérhető lesz a nyilvánosság számára. A felhasználók által elektronikusan leadott jelentések azonnal láthatóvá válnak másoknak.

### 4. A prioritást a felhasználóink és a szabad szoftverek jelentik
A lépéseinket a felhasználóink és a szabad szoftverek közössége fogja irányítani, az ő érdekeiket helyezzük előtérbe. Támogatjuk a felhasználóknak a többféle számítástechnikai környezetben való működéssel kapcsolatos igényeit. Nem akadályozzuk meg, hogy kereskedelmi szoftverek készüljenek a Debian rendszerekre, és azt is engedélyezzük másoknak, hogy a Debianból és további kereskedelmi szoftverekből értéknövelt disztribúciókat hozzanak létre anélkül, hogy ezért fizetniük kelljen. Ezen célok elérése érdekében 100%-ig szabad, kiváló minőségű szoftverekből integrált rendszert nyújtunk bármely olyan jogi korlátozás nélkül, amely megakadályozná a disztribúció ilyen jellegű felhasználását.

### 5. A szabad szoftverekre vonatkozó szabványainknak nem megfelelő programok
Tudomásul vesszük, hogy bizonyos felhasználóinknak olyan programokra van szükségük, amelyek nem felelnek meg a Debian szabad szoftverekre vonatkozó irányvonalaknak. Az ilyen szoftverek számára hoztuk létre az FTP archívumok „contrib” és „non-free” területeit. Ezen könyvtárakban található szoftverek nem részei a Debian rendszernek, bár be vannak állítva a Debian alatti használathoz. A CD-gyártóknak ajánljuk az itt található szoftvercsomagok licenceinek áttekintését annak meghatározásához, hogy terjeszthetik-e az adott szoftvert az általuk forgalomba hozott CD-ken. Ennek megfelelően, bár a nem szabad szoftverek nem képezik a Debian részét, támogatjuk használatukat, és a nem szabad szoftvercsomagok számára is biztosítunk infrastrukturális hátteret (például a hibakövetési rendszert és különféle levelezési listákat).